# Bjelopjegavi kunaš
Kunaš, bjelopjegavi (Dasyurus viverrinus ), vrsta sisavca iz porodice Dasyuridae (zvjeraši) čija su domovina Australija i Tasmanija. Tobolčar je i jedan od 7 predstavnika u svome rodu. Nalik je kuni a po bijelim pjegama nazvan je bjelopjegavi kunaš.
Hrani se manjim živoptinjama, strvinama i kukcima koje traži po šumamama u kojima živi, što je karakteristično i ostalim tobolčarskim zvjerašima (Dasyuromorphia)